# EDP Espírito Santo
EDP Espírito Santo, anteriormente conhecida como Espírito Santo Centrais Elétricas S/A (Escelsa) é uma empresa brasileira de distribuição de energia elétrica que opera no estado do Espírito Santo.
Criada em 1º de julho de 1968, sob o controle das Centrais Elétricas Brasileiras S/A - ELETROBRÁS, foi a primeira empresa de energia elétrica a ser privatizada, dentro do Programa Nacional de Desestatização, em leilão de privatização realizado em 11 de julho de 1995.
É uma companhia aberta, desde 19 de janeiro de 1996, regida pela Lei das Sociedade por Ações, controlada pela EDP - Energias de Portugal desde junho de 2002, passando a ser subsidiária integral da EDP Brasil, a partir de 29 de abril de 2005.
A EDP Espírito Santo é uma concessionária de distribuição de energia elétrica para a quase totalidade do estado do Espírito Santo, atendendo 70 municípios, em uma área de 41.372 km², equivalente a 90% do território do estado, os outros 10% ficam com a empresa ELFSM (Energia Luz e Força Santa Maria S/A). A concessão tem vigência até 17 de julho de 2025, podendo ser renovada por mais 30 anos, conforme Decreto Executivo de 17 de julho de 1995, outorgada pela União Federal.
A população do estado do Espírito Santo é estimada em 3.408.365 habitantes, segundo dados do Instituto Brasileiro de Geografia e Estatística - IBGE, dos quais 3.196.072 habitantes na área em que a EDP atua.

## Histórico

### Década de 1950

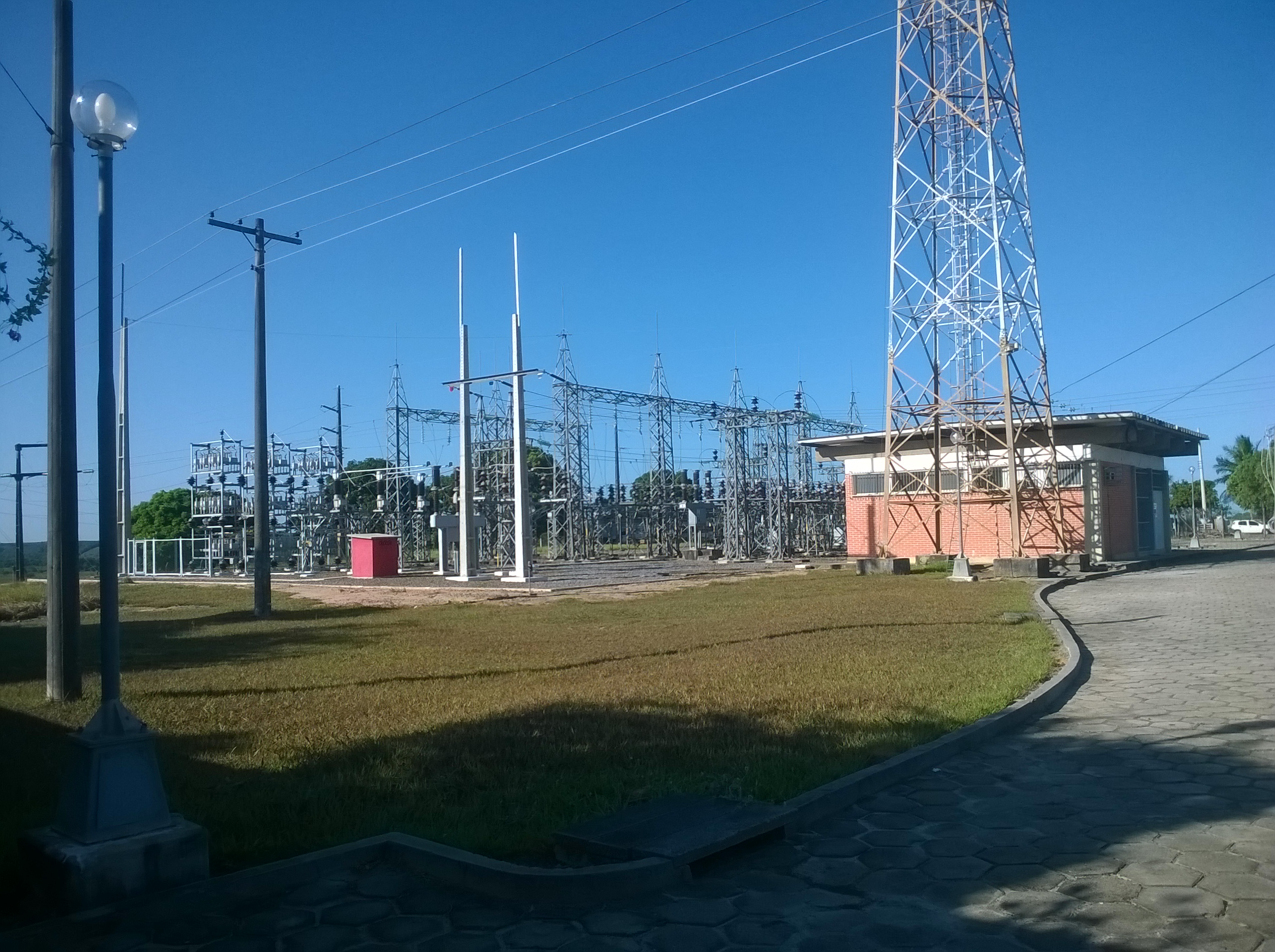
Subestação da EDP Espírito Santo em São Mateus

- Início dos anos 50. O Governo do Estado decide intervir para solucionar o problema da inflação alta que corrói as tarifas, logo após a Segunda Guerra Mundial, desestimulando investimentos por parte das concessionárias. É lançado um programa de eletrificação.
- Começa a construção da usina Rio Bonito. Assim é criada uma empresa que anos depois irá dar origem à Escelsa.
- Essa empresa se lança na construção de linhas de transmissão e de subestações, além de assumir a responsabilidade de distribuir energia em vários municípios do estado.

### Década de 1960
- Em 1965, o Grupo AMFORP é encampado pelo governo federal, ficando a Companhia Central Brasileira de Força Elétrica sob o controle da Eletrobrás.
- Os entendimentos dos governos, federal e estadual acabam por ajustar a fusão da Companhia Central Brasileira com a empresa de energia criada na década de 1950, formando uma nova empresa, que adota o nome Escelsa, mas tem 95% de suas ações de posse da Eletrobrás.

### Década de 1980
- O surto de crescimento econômico no Espírito Santo faz saltar o consumo anual de energia elétrica da casa dos 169 mil MWh em 1968, para 2,6 milhões de MWh em 1980, representando um crescimento de 1.463% em 12 anos.
- Para racionalizar o consumo com iluminação pública, a Escelsa assina convênios com prefeituras para a substituição de 12 mil lâmpadas incandescentes de 150 W por outras de vapor de mercúrio de 80 W e de vapor de sódio de 50 W. A economia anual passa a ser de 3.000 MWh.

### Década de 1990
- Esgotamento do modelo estatal devido à crise econômica (falta de recursos e infra-estrutura).
- Em 1992, ocorre o processo de desestatização, que inclui a Escelsa.
- Em 1995, a Escelsa é privatizada.
- Após a privatização, a Escelsa adota uma política de investimentos maciços em tecnologia de ponta e na melhoria do sistema elétrico, levando à melhoria dos seus Indicadores Técnicos de Qualidade.
- Em 1999, a EDP - Energias de Portugal adquire 73,12% do capital acionário da Iven S.A., uma das controladoras da Escelsa.[2]

### Anos 2000
- A partir de 2005, os clientes de todas as categorias de consumo ficam livres para escolher o fornecedor de energia elétrica que lhe convier, por preço ou por qualidade do serviço e do atendimento.

### Realizações em 2006
- Como medida de proteção da avifauna, foi dada seqüência à realocação dos diversos ninhos e instaladas casas de pássaros dentro das áreas das subestações de distribuição de energia elétrica, bem como mantidos poleiros para pássaros na rede elétrica localizada em Unidade de Conservação.
- Participação no II Fórum das Águas que enfatizou a necessidade de preservação do rio Doce, realizado no período de 29 a 31 de março, no município de Colatina, contando com um público estimado de 50 mil participantes.
- Outro evento relacionado ao meio ambiente foi à colaboração na IV Feira da Terra, realizada de 7 a 11 de junho, no município de Vila Velha, que recebeu um público de cerca de 8.000 pessoas.
- Com um moderno estande, a Escelsa participou da XVII Feira do Verde, que aconteceu de 09 a 15 de outubro no Parque Pedra da Cebola, em Vitória. O estande foi montado com painéis contendo ilustrações de motivos ambientais. Outra atração foi o contador de histórias que despertou a atenção do público infantil falando de forma simples e didática sobre a integração da Escelsa ao meio ambiente. Estiveram na Feira aproximadamente 250 mil visitantes.
- A Escelsa participa no Consórcio do Rio Guandu, que tem por objetivos recuperar, revitalizar e conservar a Bacia Rio Guandu, conscientizando, através de ações ambientais, a população ribeirinha dos municípios de Brejetuba, Laranja da Terra, Afonso Cláudio e Baixo Guandu. Além das respectivas prefeituras e da própria Escelsa, são parceiros no Consórcio a Companhia Espírito-Santense de Abastecimento (Cesan), Fundação Nacional de Saúde (Funasa) e Instituto Estadual de Meio Ambiente e Recursos Hídricos (Iema). Como participante do Comitê da Bacia Hidrográfica do Rio Doce, a Escelsa contribui com o planejamento estratégico da gestão dos recursos hídricos, abrangendo diversos segmentos usuários e instituições com atuação na bacia, no âmbito dos estados do Espírito Santo e Minas Gerais. Também tem assento no Conselho Estadual de Recursos Hídricos, Conselho Municipal de Meio Ambiente de Santa Leopoldina, Câmaras Técnicas e Grupos de Trabalho visando à preservação do Meio Ambiente.